# Bill Berry (allenatore di pallacanestro)
William Edward Berry, detto Bill (Winnemucca, 1942), è un ex cestista e allenatore di pallacanestro statunitense, attivo nella NCAA e nella NBA.